# Henry Moore

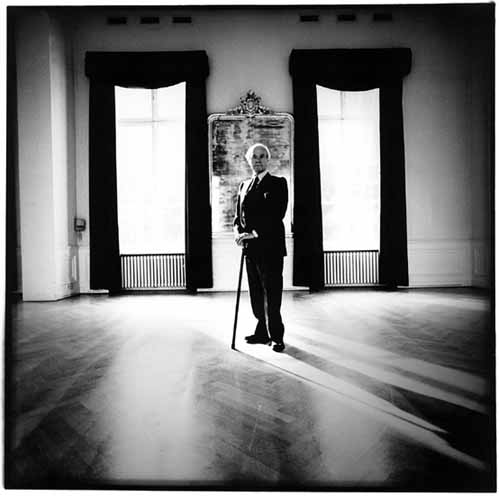
Henry Moore, fotografado por Lothar Wolleh.

Henry Spencer Moore (Castleford, Yorkshire, 30 de julho de 1898 — Perry Green, Hertfordshire, 31 de agosto de 1986) foi um escultor e desenhista britânico que desenvolveu uma obra tridimensional predominantemente figurativa, com breves incursões pela abstração.
Filho de um engenheiro de minas, Moore se tornou conhecido por suas esculturas abstratas em grande escala, de bronze fundido e de mármore. Substancialmente sustentado pela instituição de arte britânica, Moore ajudou a introduzir uma forma especial de modernismo no Reino Unido.
Recebeu as condecorações Ordem de Mérito, Ordem dos Companheiros de Honra e fazia parte da Federação de Artistas Britânicos (Federation of British Artists).
Freqüentou o Leeds College of Art e o Royal College of Art de Londres. Sua primeira exposição individual ocorreu em Londres, em 1928, onde apresentou 42 esculturas e 51 desenhos.
Foi influenciado sobretudo pela arte mexicana pré-colombiana, assim como pela arte arcaica e renascentista, pelo Surrealismo e pelo Construtivismo. A essa cultura visual vasta e multiforme do artista soma-se uma sensível capacidade de análise da natureza.

## Biografia

### Início
Moore nasceu em Castleford, West Yorkshire, Inglaterra, e foi o sétimo de oito filhos de Raymond Spencer Moore e Mary Baker. Seu pai era um engenheiro de minas que se tornou o segundo gerente da mina Wheldale, em Castleford. Era um autodidata com interesse em música e literatura, e percebeu que uma educação formal era o melhor caminho para o desenvolvimento de seus filhos, decidindo-se a não permitir que tivessem que trabalhar como ele, debaixo de uma mina.
Moore freqüentou a escola infantil e básica em Castleford, e começou a modelar em argila e a esculpir em madeira. Decidiu tornar-se um escultor ainda aos onze anos de idade, depois de ouvir sobre as realizações de Michelangelo. Aos doze anos, ganhou uma bolsa de estudo para frequentar a Castleford Secondary School (Escola secundária), assim como alguns de seus irmãos. Lá, sua professora de arte introduziu-o a aspectos mais amplos da arte, e, com seu encorajamento, decidiu fazer da arte sua profissão e prestar o exame para uma bolsa numa faculdade de arte local. Embora fosse uma promessa precoce, os pais de Moore eram contra seu interesse pela escultura, a qual viam como um trabalho manual sem muita perspectiva profissional. Mas, em lugar disso, depois de uma breve estada como professor estudante, ele se tornou um professor na escola que antes frequentara como aluno.

### Educação
Enquanto em Leeds, Moore conheceu a estudante de arte Barbara Hepworth, iniciando com ela uma amizade que iria durar muitos anos.

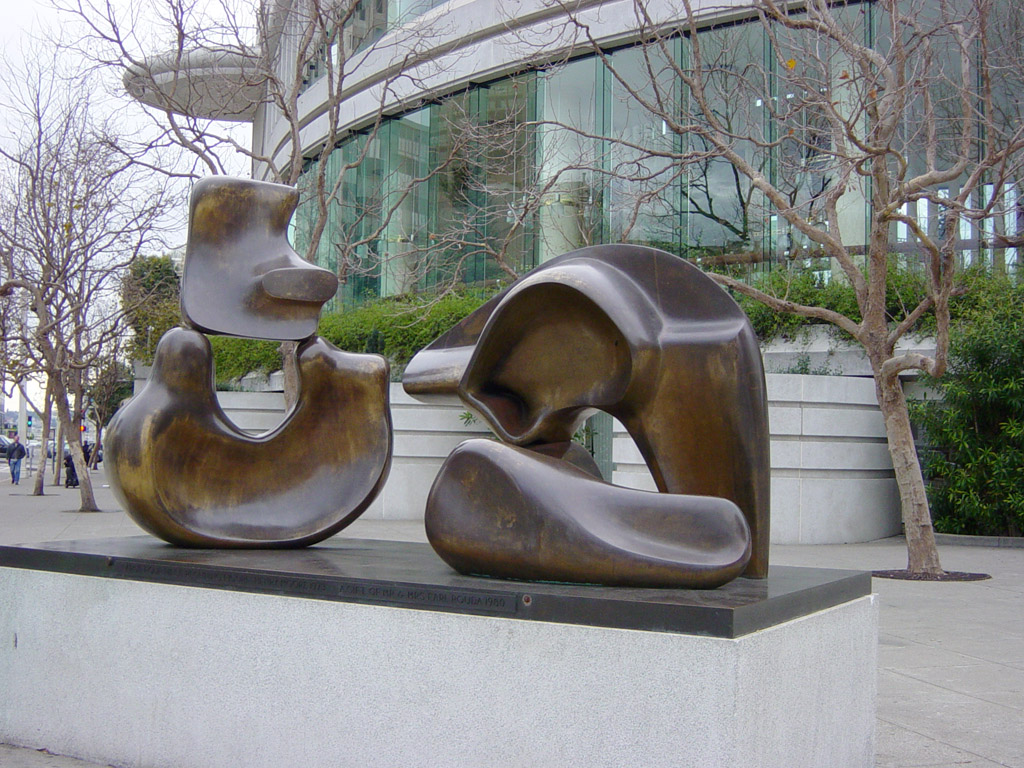
"Large Four Piece Reclining Figure" (1973) feita de bronze.

Moore teve também o privilégio de ser introduzido na temática das esculturas tribais africanas por Sir Michael Sadler, na Leeds School. Em 1921 ganhou uma bolsa de estudos no Royal College of Art, em Londres, onde Hepworth tinha ido estudar no ano anterior. Enquanto em Londres, Moore aprimorou seu conhecimento da arte primitiva e escultura, estudando os acervos etnográficos no Victoria and Albert Museum e no British Museum.
As primeiras esculturas de ambos, Moore e Hepworth, seguiam o padrão do estilo vitoriano romântico; a temática eram as "formas naturais", com paisagens e animais como modelos figurativos. Moore cada vez mais se sentia incomodado com estas ideias, derivadas do conceito clássico. Com o seu conhecimento do primitivismo, e influenciado por escultores como Constantin Brancusi, Jacob Epstein e Frank Dobson, começou a desenvolver um estilo de "escultura direta", no qual as imperfeições do material e marcas deixadas pelo uso das ferramentas de trabalho são incorporadas à escultura final.
Ao utilizar estas novas técnicas e conceitos teve que lutar contra o seus professores, que não apreciavam esta abordagem moderna. Em um exercício conjunto com Derwent Wood, professor de escultura na RCA, Moore tinha que reproduzir uma escultura em mármore de Domenico Rosselli, A Virgem e o Menino, primeiro com uma modelagem do relevo em gesso, em seguida, reproduzindo-a em mármore usando a técnica de "apontamento" (pointing). Em vez disso, Moore esculpiu-a diretamente, simulando inclusive as marcas que teriam que ter sido deixadas se utilizados os instrumentos da técnica do "apontamento".
Em 1924, Moore ganhou uma bolsa de seis meses para estudar as grandes obras de Michelangelo, Giotto di Bondone e vários outros grandes mestres no norte da Itália. Mas, antes disso, Moore tinha começado a romper seus laços com a tradição clássica, embora, tempos depois, citasse frequentemente Michelangelo como influência.

### Vida em Hampstead

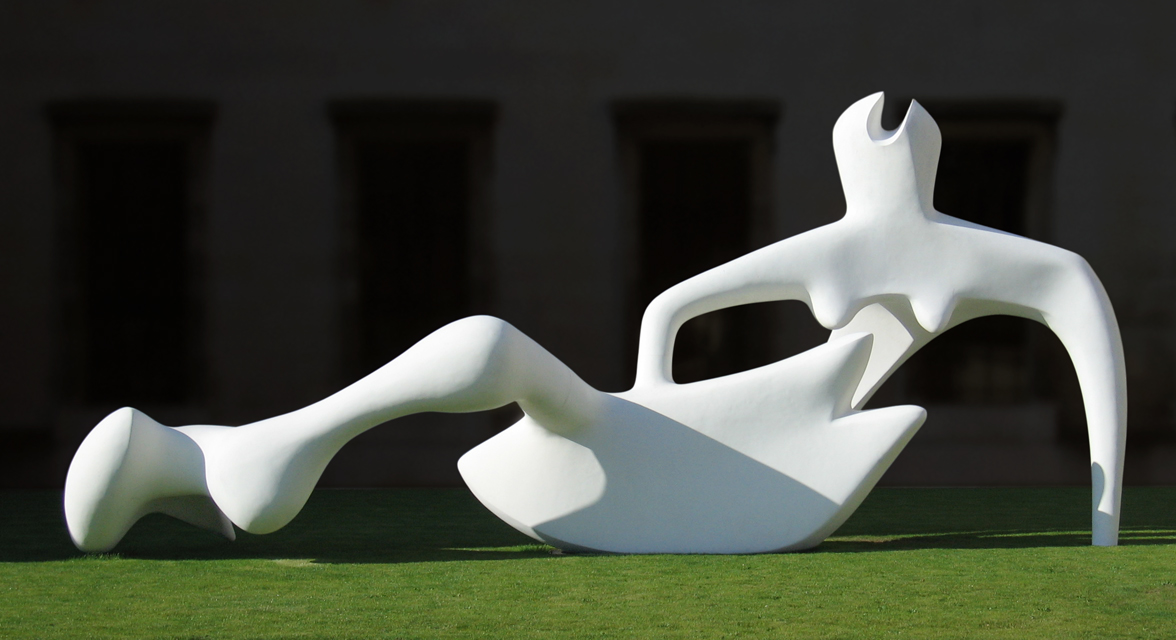
Reclining Figure (1951), localizada no exterior do Museu Fitzwilliam, em Cambridge. É uma escultura característica de Moore.

De regresso a Londres, Moore assumiu o posto de professor na RCA durante sete anos. Foi requisitado para ensinar apenas dois dias por semana, o que lhe deu muito tempo para o seu próprio trabalho. Em julho de 1929, casou-se com Irina Radetsky, uma estudante de pintura na RCA. Irina nascera em Kiev, em 26 de março de 1907, filha de pais russo-poloneses. Seu pai desapareceu na Revolução Russa de 1917 e sua mãe foi um dos evacuados para Paris, onde se casou com um oficial do exército britânico. Irina entrou clandestinamente em Paris e lá freqüentou a escola até os 16 anos de idade, sendo então enviada para viver com os parentes de seu padrasto em Buckinghamshire. Com tal infância perturbada, não é de estranhar que Irina tivesse a reputação de ser quieta e um pouco introvertida. No entanto, encontrou segurança no seu casamento com Moore, e logo estava posando para ele.
Pouco tempo depois do casamento mudaram-se para um estúdio em Hampstead, em Londres, juntando-se a uma pequena colônia de artistas que lá estavam começando a criar raiz. Pouco tempo depois, Hepworth e seu parceiro Ben Nicholson mudaram-se para um estúdio perto do de Moore, enquanto Naum Gabo, Roland Penrose e o crítico de arte Herbert Read já viviam na região. Isto levou a um incremento das ideias que Read divulgaria, ajudando a elevar o perfil público de Moore. A área também foi um ponto de parada para um grande número de arquitetos e designers refugiados da Europa continental que iam para a América, muitos dos quais mais tarde viriam a comissionar obras de Moore.
No início dos anos 1930, Moore assumiu o cargo de chefe do Departamento de Escultura na Escola de Arte de Chelsea (Chelsea School of Art). Artisticamente, Moore, Hepworth e outros membros da Sociedade 7 e 5 (7 and 5 Society) viriam a desenvolver constantemente trabalhos mais abstratos, em parte influenciados por suas freqüentes viagens a Paris e pelo contato com artistas progressistas líderes, notadamente Picasso, George Braque, Jean Arp e Alberto Giacometti. Moore interessou-se pelo surrealismo, juntando-se ao grupo Unit One Group, de Paul Nash, em 1933. Tanto Moore quanto Paul Nash estavam na comissão organizadora da Exibição Internacional Surrealista de Londres (London International Surrealist Exhibition), que ocorreu em 1936. Em 1937, Roland Penrose adquiriu de Moore um abstrato chamado Mãe e Criança, feito em pedra, e que exibiu no jardim em frente de sua casa em Hampstead. As peças revelaram-se objeto de controvérsia com outros moradores, e uma campanha contra ela foi levada a efeito pela imprensa local durante os dois anos seguintes. Neste tempo, Moore gradualmente fez uma transição da escultura direta para a escultura fundida em bronze, modelando maquetes preliminares em barro ou gesso.

### Artista da guerra
Em 1917, no auge da Primeira Guerra Mundial, Moore foi chamado para o fazer parte do exército, sendo o mais jovem do regimento Prince of Wales's Own Civil Service Rifles. Foi ferido em um ataque de gás durante a Batalha de Cambrai, na França. E, após recuperar-se no hospital, ele viu o resíduo da guerra como instrutor de treinamento físico. Em total contraste à maioria de seus contemporâneos, a experiência do tempo de guerra de Moore foi tranqüila. Disse ele mais tarde: "…Para mim a guerra passou como uma neblina romântica, de tentar ser um herói". Depois da guerra, recebeu a concessão de ex-combatente para continuar sua educação e se tornar o primeiro estudante de escultura na Leeds School of Art, em Leeds, em 1919 — a escola teve que instalar um estúdio de escultura especialmente para ele.
Em 1936 participou da Mostra Internacional Surrealista, na mesma cidade. Durante a II Guerra Mundial, chocado com os bombardeios em Londres, fez a famosa série de desenhos dos refugiados nos abrigos antiaéreos (1940).

## Reconhecimento internacional
Amplamente reconhecido, em 1945 foi indicado como membro do Comitê de Arte do British Council e recebeu o título honorário da Universidade de Londres. Suas esculturas apresentavam o volume num jogo dialético de cheios/vazios, articulação rítmica de planos, unidade de concepção e monumentalidade. Concebia a forma, partindo de uma visão humanista e critérios orgânicos, dentro de uma tradição que remonta a Michelangelo. A observação e o estudo das formas da natureza nutriam a produção escultórica do artista, destinada a uma integração paisagística: o osso purificado pelo tempo, o seixo perfurado e polido pela água eram as formas arquetípicas da mitologia de Moore.
Considerado um dos maiores escultores contemporâneos, recebeu o Prêmio Internacional de Escultura na XXIV Bienal de Veneza (1948), na II Bienal de São Paulo (1953) e na V Bienal de Tóquio (1959). Em 1983, o Metropolitan Museum de Nova Iorque apresentou a retrospectiva "Henry Moore: 60 anos de arte" em homenagem aos seus 85 anos de vida.

## Legado
As últimas três décadas da vida de Moore continuaram numa mesma linha, com diversas grandes retrospectivas feitas em todo o mundo, principalmente uma exposição muito proeminente no verão de 1972 no Forte di Belvedere em Florença. Até ao final da década de 1970, havia cerca de 40 exposições por ano com os seus trabalhos.
O número de exposições continuou a aumentar; e ele finalizou Knife Edge Two Piece em 1962, para o Green College (Londres), localizado ao lado do Palácio de Westminster. Comentando:

Quando me foi oferecido um local próximo à Câmara dos Lordes… gostei do lugar, tanto que não me preocupei em procurar um local alternativo no Hyde Park - esculturas solitárias podem ficar "perdidas" em um grande parque. Mas a Câmara dos Lordes é um local bem diferente. Fica ao lado de um local onde as pessoas sempre passam caminhando, embora tenha poucos lugares onde possam sentar-se e contemplá-la calmamente. 

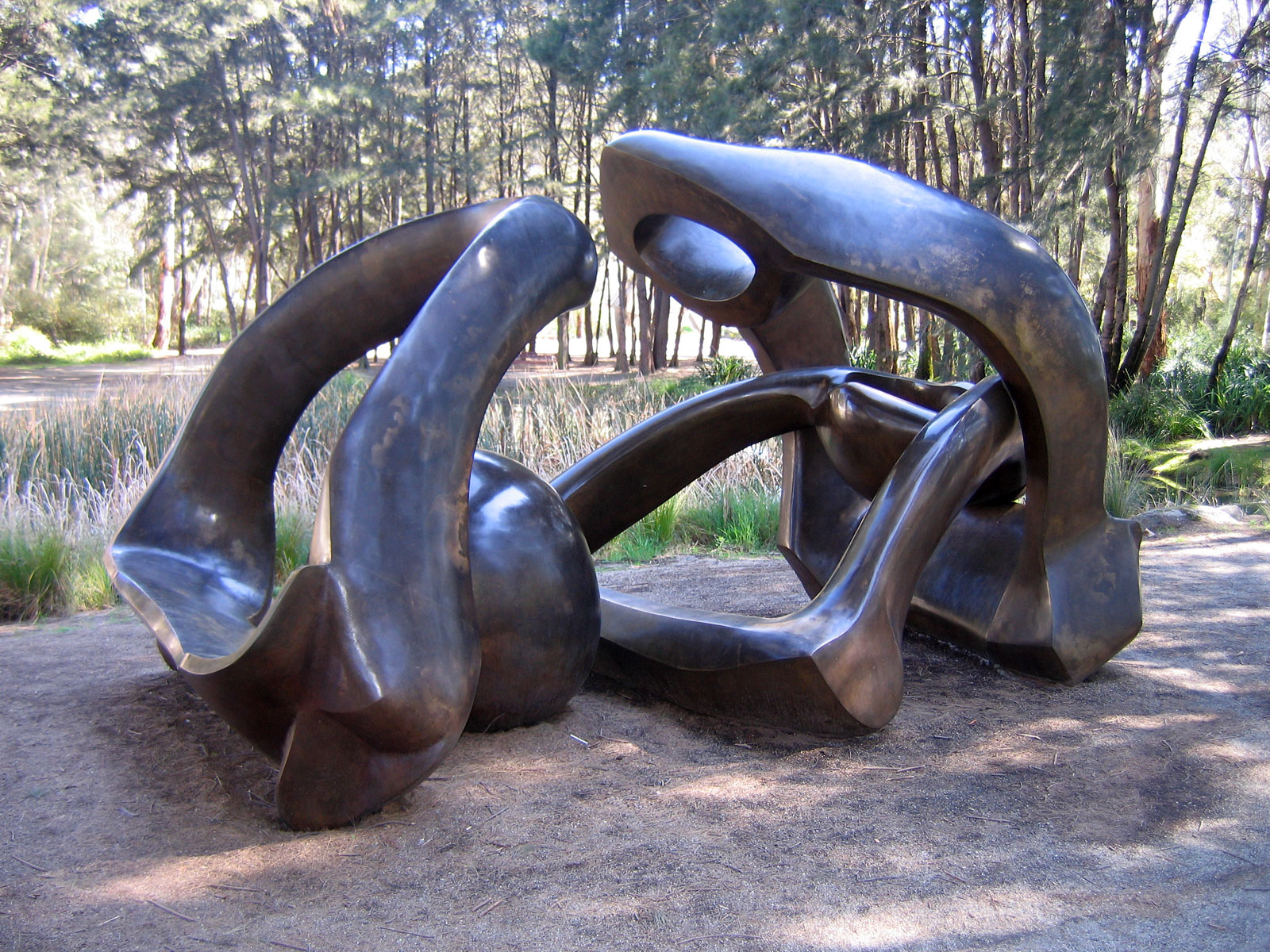
Hill Arches (1972-73) bronze - Galeria Nacional da Austrália.

Como sua riqueza pessoal cresceu dramaticamente, Moore começou a se preocupar com o seu legado. Com a ajuda de sua filha Mary, ele criou o Henry Moore Trust, em 1972, com o objetivo de proteger os seus bens. Em 1977 estava pagando cerca de um milhão de libras por ano em receitas fiscais e, de modo a atenuar esta carga tributária, criou a Fundação Henry Moore como uma entidade de caridade registrada, com Irina e Mary como mandatários. A fundação foi criada para promover o reconhecimento público da arte e de preservar as esculturas de Moore. A fundação também administra o Instituto Henry Moore, em Leeds, que apóia exposições internacionais e atividades de pesquisa em escultura.

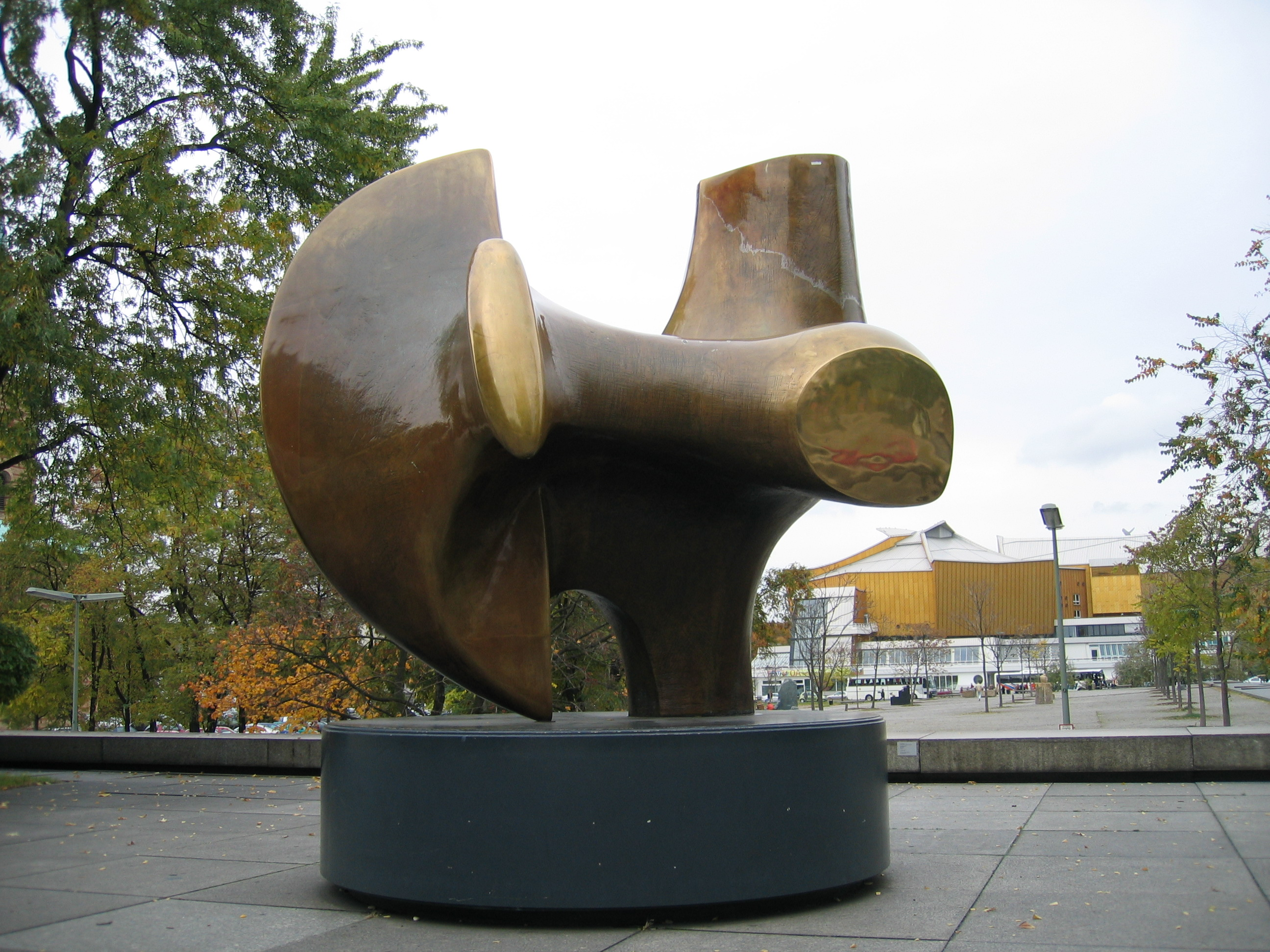
O Arqueiro, oficialmente chamada de Three-Way Piece No.2, em Neue Bildgallerie, Berlim.

Embora Moore tenha rejeitado sua nomeação como cavaleiro britânico em 1951, foi mais tarde agraciado com o título da Ordem dos Companheiros da Honra, em 1955, e a Ordem do Mérito, em 1963. Foi um curador, tanto da National Gallery, como da Tate Gallery. Sua proposta foi de que uma ala deveria ser sempre dedicada às suas esculturas, fato que acabou despertando hostilidades por parte de alguns artistas.
Henry Moore faleceu aos 88 anos, em sua casa em Hertfordshire. Seu corpo foi enterrado no Artist's Corner na Catedral de St Paul.
Em 15 de dezembro de 2005, ladrões invadiram o pátio da Fundação Henry Moore e roubaram uma estátua de bronze, com valor estimado em 5,3 milhões de dólares. A obra de 1969/1970, conhecida como Reclining Figure LH608, possuía 3,6 m de comprimento e 2 m de altura, pesando 2,1 toneladas. Uma recompensa substancial foi oferecida pela fundação para informações que possibilitassem sua recuperação, mas teme-se que a escultura tenha sido roubada para ser derretida e vendida como sucata.

## Principais esculturas

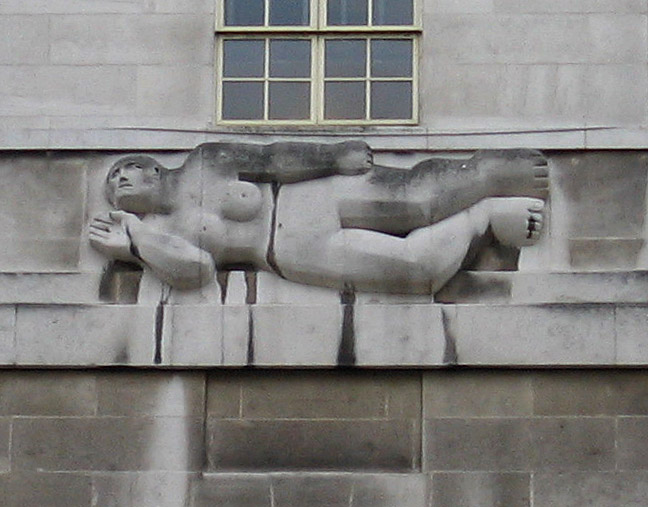
West Wind (1928) Portland stone, 55 Broadway, Londres
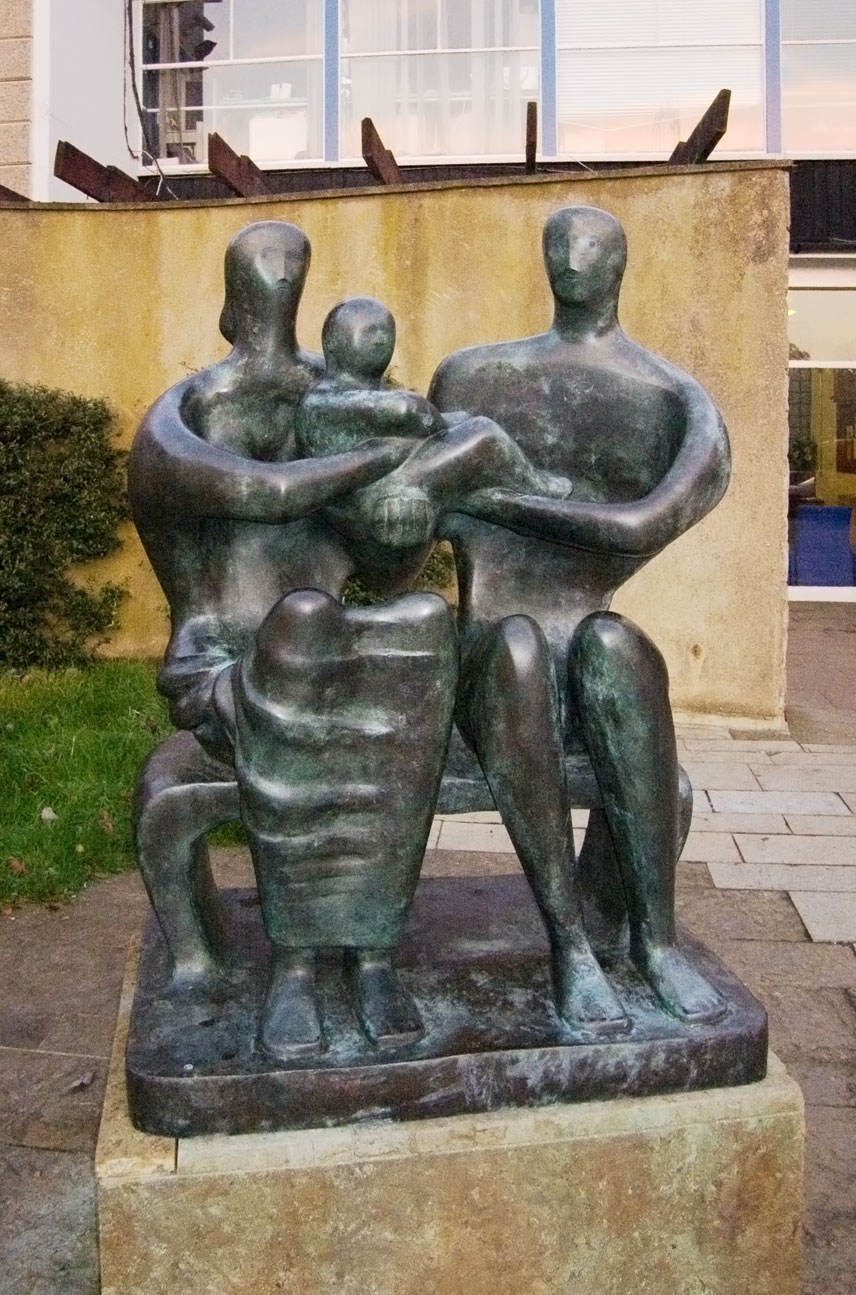
Family Group (1950) bronze, Barclay School, Stevenage
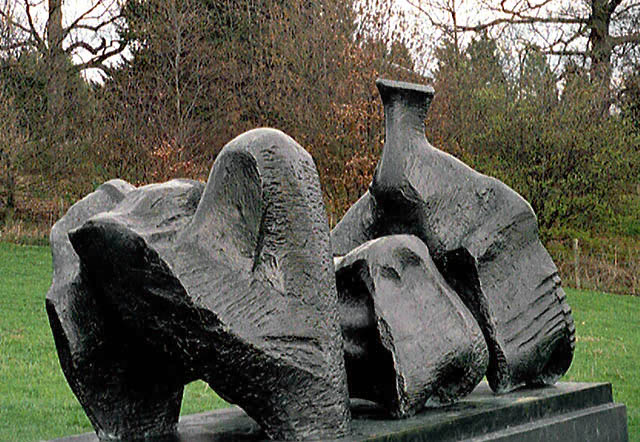
Three Piece Reclining Figure No. 1 (1961) bronze, Parque de esculturas de Yorkshire
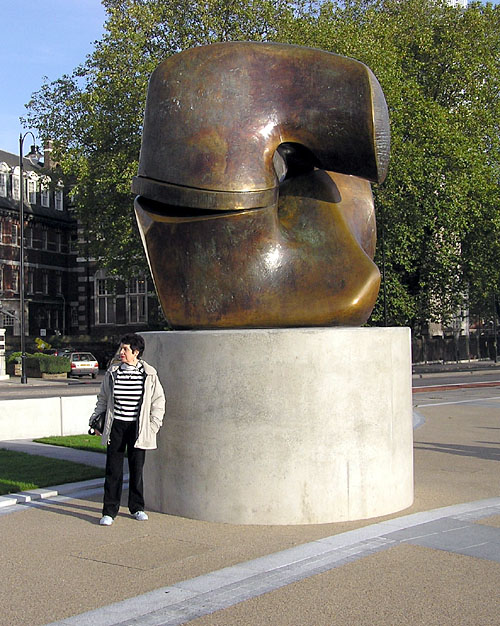
Locking Piece (1963) bronze, banco de River Thames, Londres
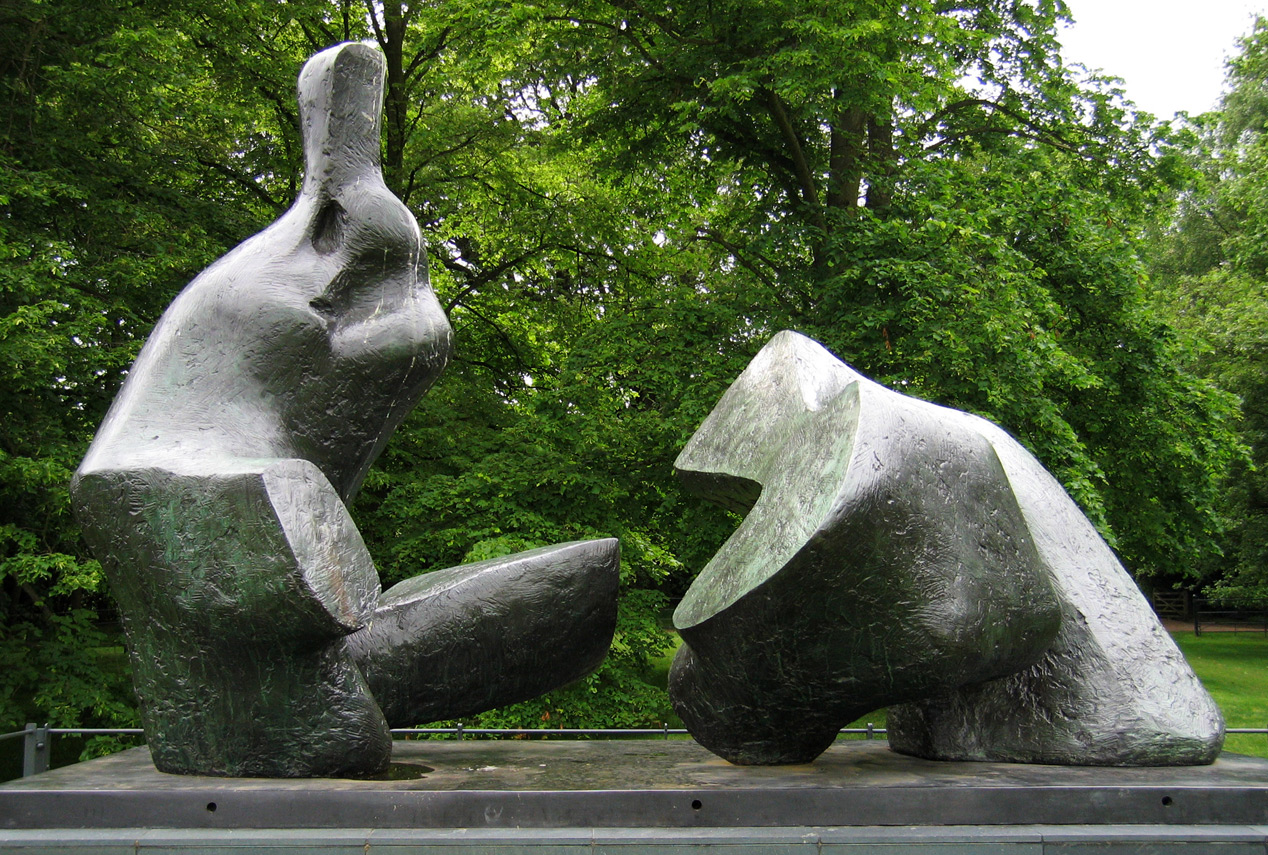
Two Piece Reclining Figure No. 5 (1963-64) bronze, Kenwood House, Londres
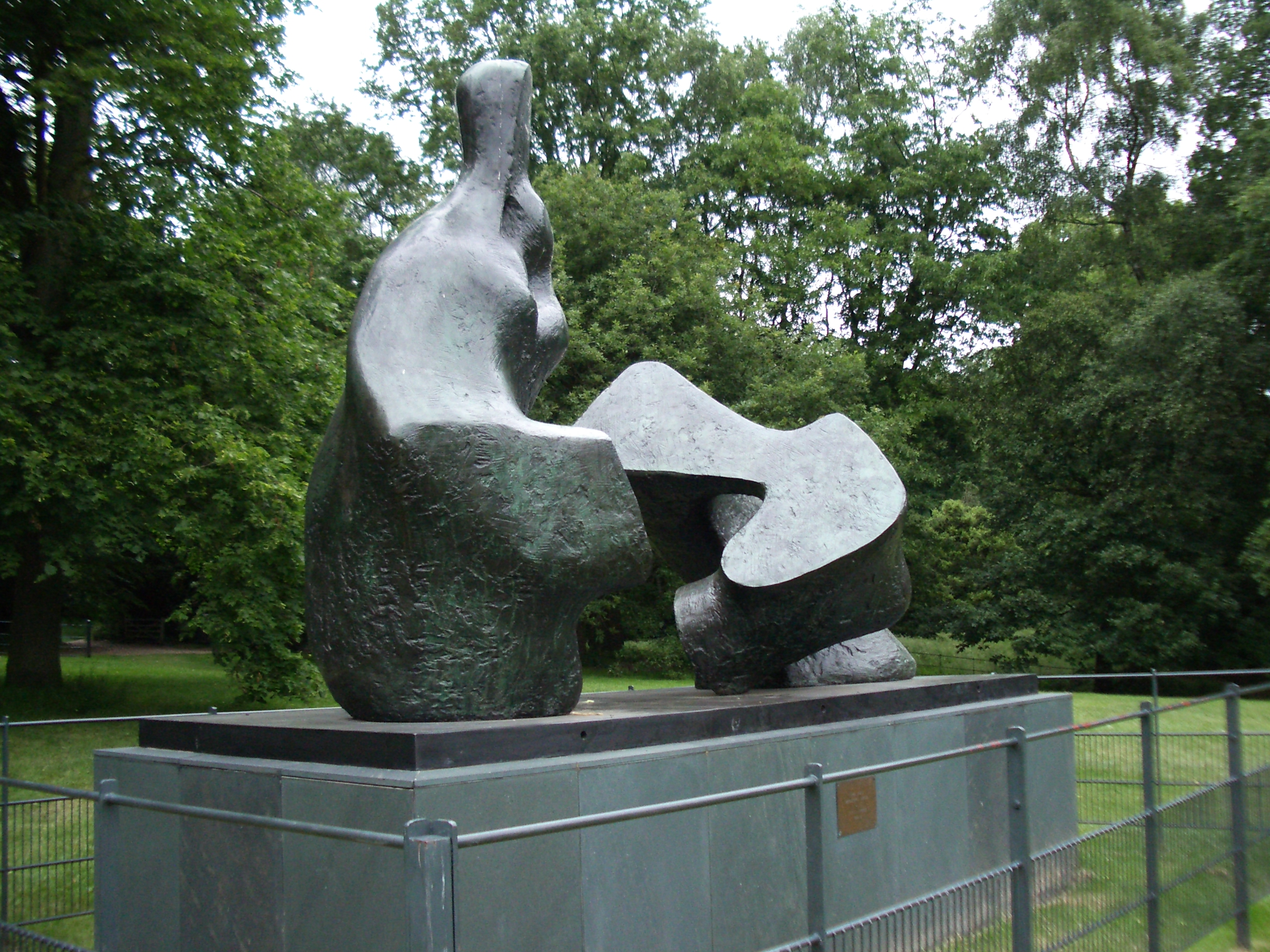
Two Piece Reclining Figure No. 5 (1963-64) bronze, Kenwood House, Londres
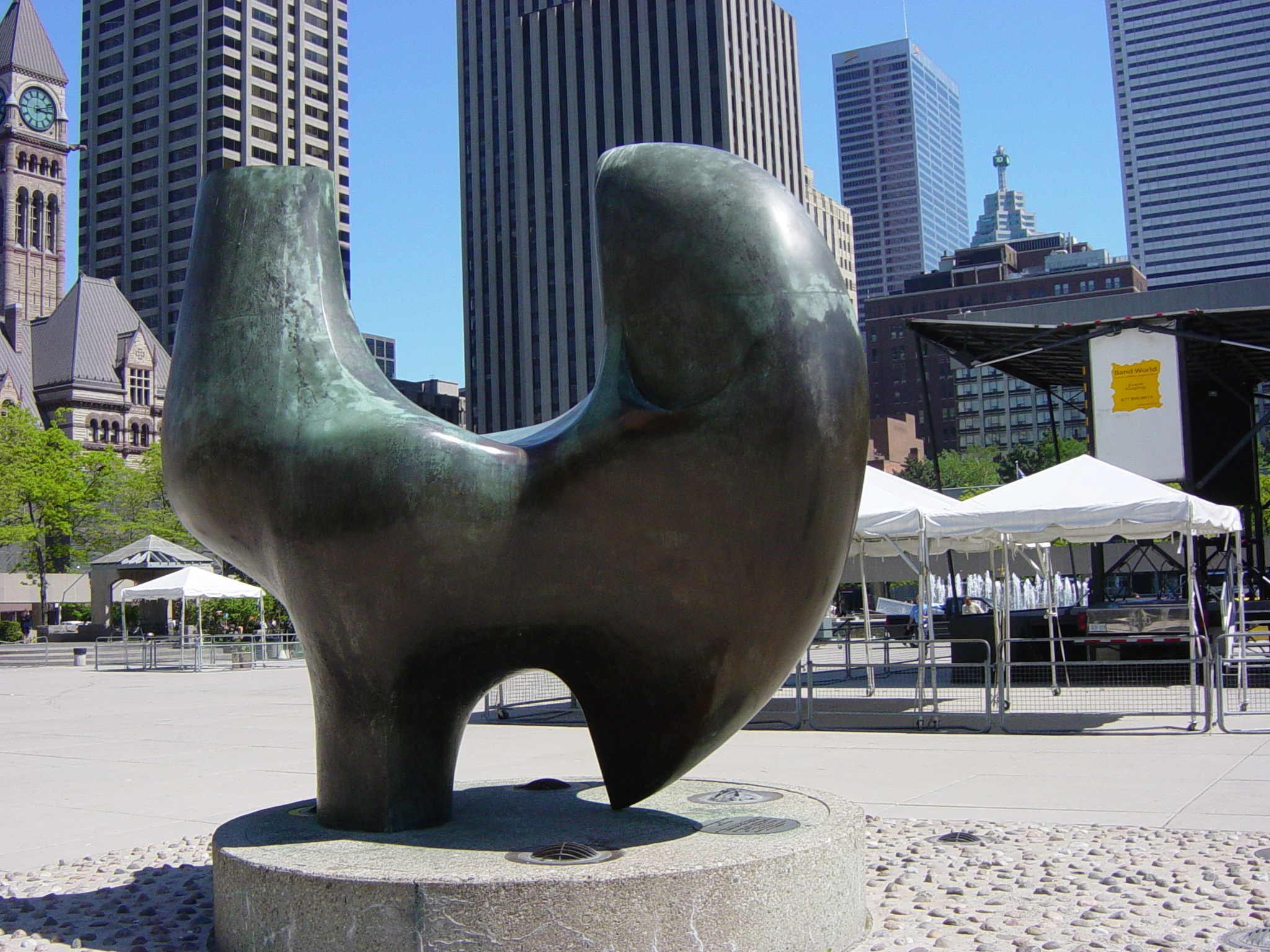
Three Way Piece No. 2 (The Archer) (1964-65) Toronto City Hall Plaza

## Exibições permanentes

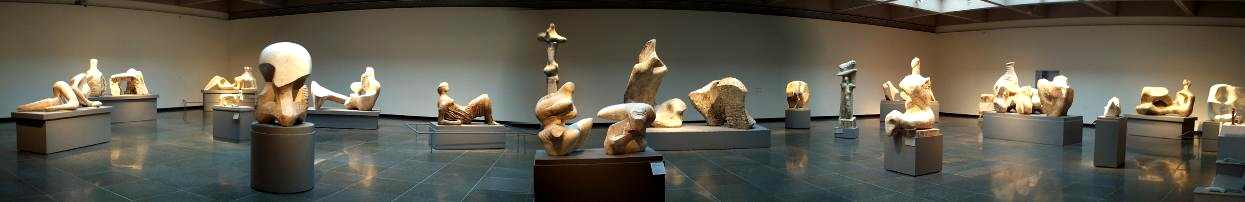
Panorama da coleção de Henry Moore, na Galeria de arte de Albright-Knox, Nova York. É a maior coleção pública dos trabalhos do escultor.

As esculturas e pinturas de Moore podem ser vistas em numerosas galerias de artes espalhadas pelo mundo. As mais conhecidas são:
- Galeria de arte de Albright-Knox, Nova Iorque
- Galeria de arte de Ontario, Toronto, Canadá
- Fairfield Center for Contemporary Art, Sturgeon Bay
- Fundação Henry Moore Hertfordshire, Inglaterra
- Instituto Henry Moore, Leeds, Inglaterra
- Museu Hirshhorn, Washington D.C.
- Museu de Arte Nelson-Atkins
- Paço Imperial, Rio de Janeiro, Brasil
- Centro para as Artes Visuais de Sainsbury, Norwich, Inglaterra
- Galeria Tate, Londres, Inglaterra
- Galeria Wakefield City Art, Inglaterra
- Parque de esculturas de Yorkshire, próximo à Wakefield, Inglaterra